# Eskulapsnok
Eskulapsnok (Zamenis longissimus, tidigare Elaphe longissima) är en art i familjen snokar som liksom de flesta andra arter i familjen är ogiftig. Med en längd upp till två meter är den en av de längsta ormarna som förekommer i Europa.

## Kännetecken
Vanligen har arten en längd mellan 1,4 och 1,6 meter men enskilda individer blir upp till två meter långa. Hannar är vanligen större än honor.
Färgen varierar mellan gulbrun, olivgrön, gråbrun och gråsvart. Flera fjäll har en vit kant. Hos några individer förekommer mörkare strimmor längs bägge sidor. Bukens färg är ljus- eller gröngul till vitaktig. Ett fåtal mörka individer har en blåsvart undersida.
Huvudet är lite tjockare än halsen. Ibland förekommer en mörk strimma från tinningen till halsens baksida. De medelstora ögonen har en rund pupill.
Ungarna har ett påfallande mönster. På den ljusa grundfärgen finns mörka fläckar och över nosen går en tvärstrimma. På ungdjurets nacke syns ett V-tecken. Vid huvudets övergång till halsen förekommer gulaktiga fläckar. Därför förväxlas unga eskulapsnokar ibland med vanliga snokar.

## Utbredning och habitat
Arten förekommer huvudsakligen vid Medelhavet i södra Europa och Anatolien. Avskilda populationer finns även norr om Alperna i Schweiz, Tyskland och Österrike. Utbredningsområdet sträcker sig från norra Spanien över centrala Frankrike, Alperna, södra Tjeckien, södra Polen, Balkan och Ukraina till norra Turkiet. En population i södra Italien räknas idag av flera zoologer som självständig art, Zamenis lineatus.
Isolerade populationer finns även i Transkaukasus och norra Iran.
Som habitat föredrar eskulapsnoken varma och soliga platser men de ska inte vara alltför torra. Vissa individer lever 1 500 till 2 000 meter över havet men vanligen vistas ormen i regioner under 1 000 meter.

## Levnadssätt
Arten är aktiv på dagen men i varma regioner vilar den under dagens hetaste timmar. Ibland uppsöker den skuggiga platser. Under vintern gömmer sig eskulapsnoken och vilar 5 till 6 månader, beroende på klimatet.
Ormen vistas vanligen på marken men har bra förmåga att klättra i träd. Arten reagerar inte aggressivt när den blir överraskad.

## Föda och naturliga fiender
Födan utgörs främst av mindre däggdjur som möss men ormen äter även ödlor, mindre fåglar och fågelägg. I ormens mag- och tarmsystem har råttdjur, sorkar, näbbmöss, mesar, fältsparvar och flugsnappare hittats. Bland sällsynta fynd kan nämnas mullvad, vessla och olika fladdermöss. Även groddjur, eldsalamander och andra ormar som snok och hasselsnok ingår bara tillfälligt i födan. Allmänt är födans sammansättning avhängig av utbudet. Bytet fångas med bägge käkarna och kvävs ihjäl.
Ormen själv jagas av större fåglar och däggdjur. Bland fienderna finns olika mårddjur, ormvråk, bivråk, ormörn och olika kråkfåglar. Ungdjur dödas ibland av andra ormar som stegsnok (Rhinechis scalaris) och ödlesnok (Malpolon monspessulanus). Vid fara söker eskulapsnoken skydd i trädens övre delar. Är faran akut biter snoken och avsöndrar en illaluktande vätska från analkörtlarna.

## Fortplantning
Eskulapsnokens parningstid ligger i maj efter vintervilan. Vid parningen biter hannen i honans nacke. Finns två hannar för en hona uppstår strider som aldrig leder till sår. Kontrahenterna brottas med varandra tills en blir pressad till marken.
Ägget lämnas i juli i jord eller under växtdelar, stenar och trädstubbar. En hona lägger fem till tio ovala ägg. Ungarna kläcks sedan i september.

## Taxonomi
Det aktuella vetenskapliga namnet infördes 1768 av den österrikiska naturforskaren Josephus Nicolaus Laurenti men ormen var redan tidigare känd. Till exempel beskrevs den 1640 som Anguis Aesculapii i Ulisse Aldrovandis verk Historia animalium. En annan beskrivning från Carl von Linné under namnet Coluber aesculapii finns från 1766. Laurentis första vetenskapliga namn för ormen var Natrix longissima, alltså en orm i samma släkte som snoken (Natrix natrix). Senare flyttade han ormen till släktet Coluber. 1925 blev eskulapsnoken av den tyske biologen Robert Mertens inordnad i släktet Elaphe. Först för några år sedan klassificerades ormen som art i släktet Zamenis. Den andra europeiska arten i släktet är leopardsnok (Zamenis situla). Vissa herpetologer använder fortfarande beteckningen Elaphe longissima.

## Eskulapsnoken som symbol

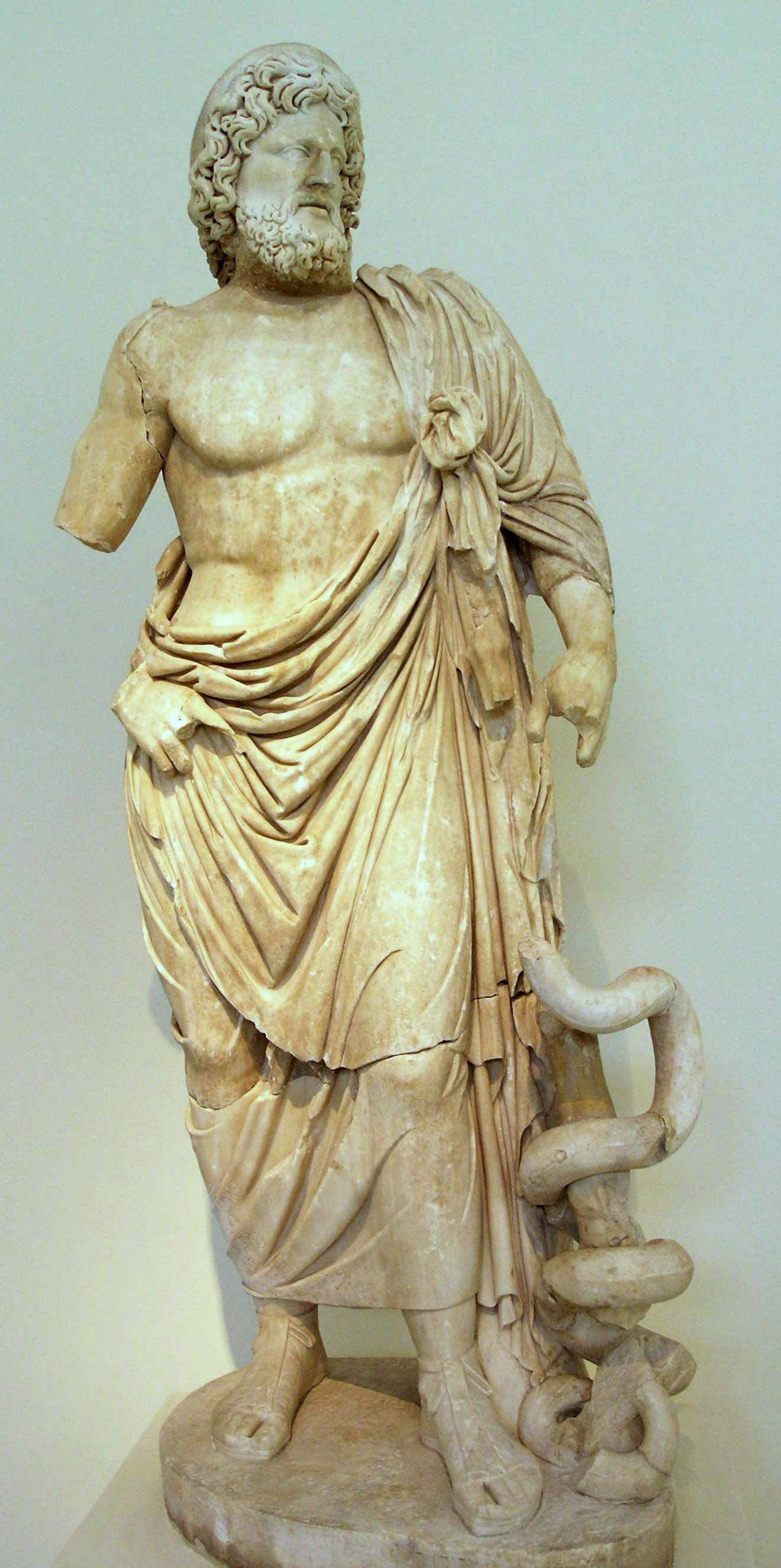
Eskulap (Asklepios) med stav

Ormen är uppkallad efter den grekiska guden Eskulap (Asklepios) som avbildas med en stav och en snok som vrider sig kring staven. Vanligen antas att ormen är en eskulapsnok. Enligt vissa teorier är djuret ingen eskulapsnok och inte heller någon orm. Det skulle däremot vara en guineamask som avlägsnas från patientens hud genom att vrida masken kring en pinne. Kritiker till dessa teorier talar om att masken var bara känd i Afrika och det skulle vara en gåta varför den används i grekisk mytologi. Även idag används eskulapstaven som symbol för mediciner, apotekare och andra yrken i farmacin.
Världshälsoorganisationen har eskulapstaven i sin officiella flagga och den finns även med i Star of Life, som är en internationell symbol för ambulanssjukvård.

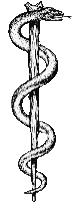
Vanlig eskulapstav
Eskulapsnok och dryckeskärl som symbol för apotekare
Världshälsoorganisationens flagga
Star of Life

Den antika italienska stammen Marsi är känd för ormtillbedjan. Redan för 3 000 år sedan hade de en gudinna med namnet Angitia för ormarna och deras gift.
Varje år i maj hedrar den italienska orten Cocullo sitt helgon San Domenico Abbate med en procession. Vid festtåget vrider sig levande eskulapsnokar och fyrlinjesnokar (Elaphe quatuorlineata) kring en trästaty som föreställer helgonet.

## Hot och skyddsåtgärder
Allmänt bedöms arten som livskraftig men i vissa regioner förekommer avskilda populationer. Därför listas ormen i den röda listan av vissa stater (till exempel i Tyskland) som akut hotad. Platser där eskulapsnoken lever blir i dessa länder skyddsområden. I Schweiz listas arten som starkt hotad och i Österrike som missgynnad.